# Gmina Wicko
Gmina Wicko je vesnická gmina, jejíž hranice se nachází cca 750 m od pobřeží Baltského moře a také jižně od města a gminy Łeba v okrese Lębork (Powiat lęborski) v Pomořském vojvodství v severním Polsku v geomorfologickém makroregionu Pobrzeże Koszalińskie (Koszalinské pobřeží). Gmina je populární turistickou destinací. Střediskem gminy je obec Wicko. Nachází se zde 3. největší polské jezero Łebsko, jezero Sarbsko a jezero Czarne a také Slovinský národní park a další chráněné přírodní lokality a další turistické atrakce. Část hranice gminy tvoří řeka Łeba. Nejstarší písemná zmínka týkající se gminy Wicko je z roku 1209 a týká se vesnice Białogarda.

## Galerie

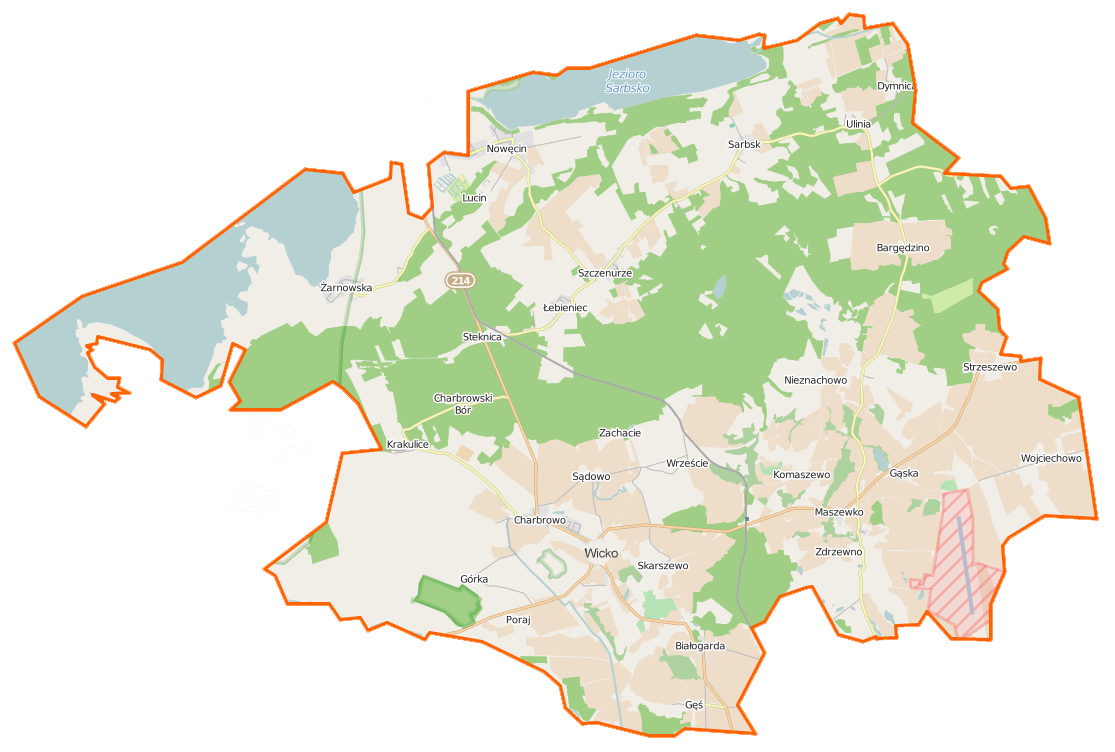
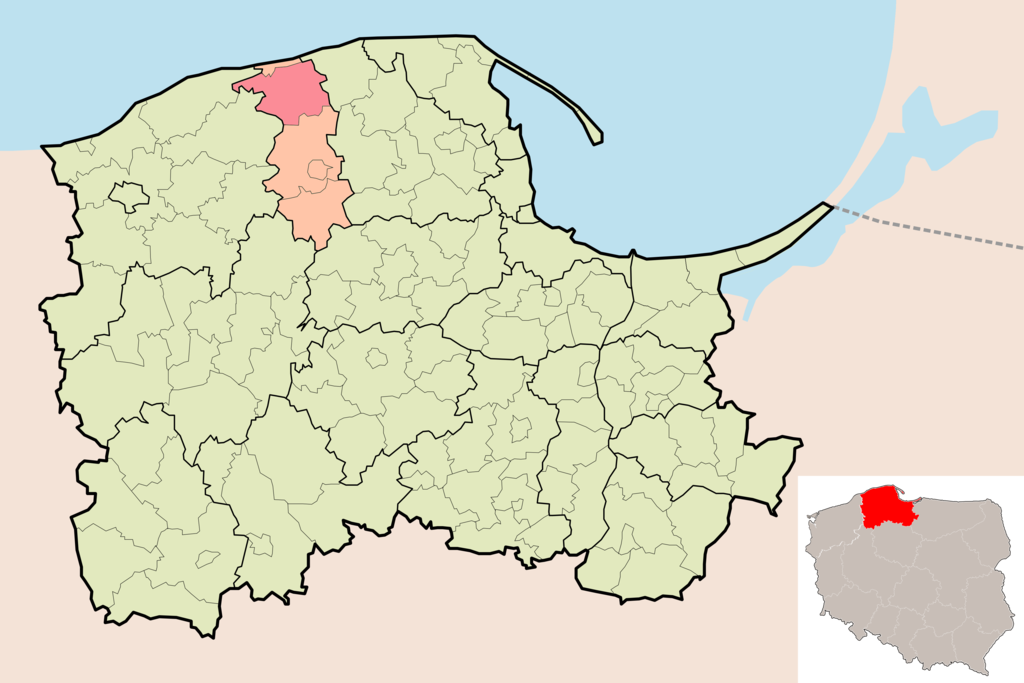

## Části gminy (sołectwa)
1. Białogarda
2. Charbrowo
3. Gęś
4. Łebieniec
5. Maszewko
6. Nowęcin
7. Roszczyce
8. Sarbsk
9. Szczenurze
10. Wicko
11. Wojciechowo
12. Wrzeście
13. Żarnowska